# Bucky O’Hare
Bucky O’Hare — видеоигра 1992 года в жанре платформера для игровой системы Nintendo Entertainment System, основанная на одноимённой серии комиксов и мультсериале «Бакки О’Хэйр и война с жабами». Игра была разработана компанией Konami под руководством Масато Маэгавы, и издана в Северной Америке в январе 1992 года, а в Европе — 18 февраля 1993 года. Графика была разработана Канамэ Синдо, Мадонной Тайра и Тосихару Фурукава, а музыку написала Томоко Сумияма.
Бакки О’Хэйр — главный герой, капитан корабля «Праведный Гнев», который стоит на страже параллельной вселенной Аниверс. Другие члены его команды — утка Мёртвый Глаз, кошка Дженни, андроид Блинки и мальчик Вилли — были захвачены маршалом авиации Жаб. Первые четыре уровня проходят на Зелёной, Красной, Синей и Жёлтой планетах, где члены экипажа находятся в заточении. Игрок начинает с Бакки, а остальные похищенные члены экипажа становятся играбельными после спасения и обладают различными способностями и оружием. После того как все члены экипажа спасены, маршал авиации Жаб, находящийся на Магма Танкере, снова похищает членов «Праведного Гнева», захватывая корабль целиком. В конце игры члены экипажа спасают друг друга, взрывают танкер и спасаются бегством.
В целом, игра Bucky O’Hare получила положительные отзывы от критиков. Рецензенты хвалили её графику и игровой процесс, но им не понравилось отсутствие оригинального вклада в жанр платформеров, и они разделились во мнениях относительно её сложности.

## Игровой процесс и сюжет

Игровой процесс. Бакки перемещается по Жёлтой планете, используя быстро летающие астероиды как платформы.

Bucky O’Hare — аркадная приключенческая игра-платформер с боковой прокруткой в стиле Mega Man. Действие игры происходит в параллельной вселенной Aniverse, где робот K.O.M.P.L.E.X. планирует уничтожить кролика Бакки О’Хэйра, капитана корабля «Righteous Indignation» (с англ. — «Праведный Гнев»). K.O.M.P.L.E.X. приказывает маршалу авиации жаб похитить членов экипажа «Righteous Indignation» и посадить их в тюрьмы по всей империи жаб. Маршал авиации жаб ловит экипаж в тот момент, когда они на маленьком транспортном корабле направляются в свою штаб-квартиру. Бакки едва удаётся спастись. Однако члены экипажа — андроид Блинки, кошка Дженни, утка Мёртвый Глаз и мальчик Вилли ДеВитт — оказываются в ловушке на четырёх отдельных планетах, которые представляют собой первые четыре уровня.
Планеты можно проходить почти в любом порядке (перед голубой в любом случае придется сначала пройти зеленую). Блинки застрял на Зелёной планете, состоящей из больших лесов с водопадами и населённой червями, пчёлами, рыбами и другими существами. Мёртвый Глаз оказался на вулканической Красной планете с озёрами лавы и скальными платформами. Дженни заперта на ледяной Голубой планете, а самая большая планета в игре, Жёлтая, заполненная лазерными пушками и парящими астероидами, содержит Вилли. Игрок может переключать персонажей в любое время, нажимая кнопку Select.
Планеты разделены на восемь или более актов с различными стилями игрового процесса и направлениями прокрутки (вертикальной или горизонтальной). Например, на Зелёной планете есть такие акты, как подъём на большое дерево, прыжки по платформам, катание на бревне по воде и спуск по водопаду. На протяжении всей игры главные герои отбиваются от врагов в виде андроидов и киборгов, похожих на жаб или с жабами внутри. Также необходимо избегать различные опасности, такие как вылетающие из вулкана огненные шары. Боссы разбросаны по всей игре и не всегда появляются в конце уровня.
Все члены экипажа после спасения становятся играбельными и имеют различное оружие. Бакки использует обычный пистолет, Вилли и Дженни стреляют лучами, Мёртвый Глаз стреляет тремя разлетающимися в разные стороны пулями, а у Блинки есть бомбы ближнего действия, необходимые для разрушения ледяных глыб на Голубой планете. Персонажи также обладают особыми способностями: Бакки может прыгать на большое расстояние, у Дженни есть третий глаз, который может образовывать энергетический шар, Вилли может стрелять большим лучом, который может пробивать сразу нескольких противников, Блинки может летать с помощью реактивного ранца, а Мёртвый Глаз может взбираться по вертикальным стенам. Специальные способности заряжаются путём сбора специальных значков, количество которых отображается на счётчике Power-Up Meter, и активируются удержанием кнопки B; чем дольше она удерживается, тем мощнее будет действие. Можно также собирать дополнительные жизни, бонусные очки и здоровье, а количество продолжений не ограничено.
Когда команда воссоединяется, на них вновь нападают и засасывают в огромный жабий танкер; в этот момент можно играть только за Бакки и Блинки. Оставшаяся часть игры проходит на корабле, где среди опасностей встречаются находящиеся под контролем члены команды, антигравитационные поля, плотоядные растения и корабельные жабы. Бакки и Блинки пробираются через корабль жаб, освобождая своих членов команды из заключения. Все спасённые члены команды собираются вместе, и Бакки разрабатывает план по побегу через мусорный отсек и подрыву корабля. Команде «Righteous Indignation» удаётся совершить побег и одержать победу над жабами, и на этом игра заканчивается.

## Разработка и выпуск
Главным разработчиком Bucky O’Hare был Масато Маэгава, который также занимался программированием игры совместно с Х. Аваи. Графическим дизайном занимались Канамэ Синдо, Мадонна Тайра и Тосихару Фурукава, а музыку написала Томоко Сумияма. После выхода игры эти сотрудники, как и другие работники Konami, перешли на работу в компанию Treasure, которую основал Маэгава. Синдо позже работал над графикой Alien Soldier, игры 1995 года. Впервые Bucky O’Hare была анонсирована в журнале Nintendo Power в июньском номере за 1991 год. Перед выпуском Bucky O’Hare были опубликованы предварительные обзоры в таких журналах, как Electronic Gaming Monthly и GamePro. Игра была выпущена в Северной Америке в январе 1992 года, а в Европе — 18 февраля 1993 года.
Существовала пиратская версия игры, в которой не была удалена защита разработчиков, которая при включении игры сканировала титульный экран, и если не находила там копирайтов фирмы-производителя, включала скрытый режим, который приводил к тому, что главный герой умирал с одного удара.

## Критика
| Иноязычные издания                  | Иноязычные издания |
| Издание                             | Оценка             |
| ----------------------------------- | ------------------ |
| ASM                                 | 9/12               |
| AllGame                             | 3,5/5              |
| CVG                                 | 75/100             |
| EGM                                 | 31/40              |
| Famitsu                             | 24/40              |
| GamePro                             | 20/25              |
| GameSpy                             | 8/10               |
| GameZone                            | 93/100             |
| Nintendo Power                      | 13,3/20            |
| ONM                                 | 72/100             |
| Total!                              | 86 %               |
| Video Games (DE)                    | 89 %               |
| VideoGames & Computer Entertainment | 7/10               |
| Game Power                          | 8/10               |
| N-Force                             | 81/100             |
| Play Time                           | 68 %               |
| Top Secret                          | 5/5                |
| Русскоязычные издания               |                    |
| Издание                             | Оценка             |
| «Энциклопедия Лучших Игр Dendy»     | 6/10               |

После выхода игра Bucky O’Hare получила в целом положительные отзывы. По мнению критиков, Bucky O’Hare имела солидный игровой процесс и его подачу, но не привнесла ничего нового в жанр платформенного shoot ’em up. В рецензиях Nintendo Game Zone и польского журнала Top Secret игра была названа одной из лучших игр для NES, в первую очередь из-за увлекательности и разнообразия игрового процесса. Критики издания Electronic Gaming Monthly посчитали, что отсутствие новых идей в игре компенсируется количеством бонусов, врагов, разнообразием игрового процесса и удобным управлением. Рецензент Nintendo Game Zone Ник Гриффитс и журналист Total! Энди выделили огромный размер уровней. Гриффитс отметил, что они вынуждают геймеров тратить на прохождение много времени даже при неограниченном количестве продолжений. Была также отмечена высокая скорость игры, в частности, её главного персонажа; критик из Play Time написал, что игра прокручивается настолько быстро, что игрок может попасть под удар маленького врага, которого он не успеет заметить. Менее позитивно отзывались о игре обозреватели из Nintendo Magazine System, утверждая, что в ней мало оригинальных идей, таких как движущиеся полы и погоня за лавой, и что большое количество предыдущих игр в жанре платформера, основанных на мультфильмах, сделало продукт особенно неинтересным для них.
Сложность Bucky O’Hare была предметом обсуждений. Sushi-X из Electronic Gaming Monthly отметил, что она постоянно возрастает, а журналист Video Games & Computer Entertainment счёл её сбалансированной, когда на самых ранних уровнях могут играть даже наименее опытные геймеры, и уровень сложности постепенно повышается с ходом игры. Некоторые критики сочли игру сложной, например, Роб из N-Force, который назвал её «отличным испытанием», включающим в себя множество уровней, которые «требуют большого мастерства и бравады». Энди, который счёл сложность игры «кошмарной», и критики из GamePro приписали большую часть сложности дизайну уровней, например, исчезающим платформам, лавовым потокам, метеоритным площадкам, ледяным змеям и шипам.
Курт Калата из Hardcore Gaming более негативно отозвался об игре, критикуя её за наличие только крайних степеней сложности. Он утверждал, что большинство врагов не наносят много урона и считал, что мгновенная смерть кажется дешёвым приёмом; он объяснил, что игрок не может знать, что убьёт его, пока не столкнётся с этим, приводя в качестве примера головы змеи-платформы в стиле Battletoads на Голубой Планете. Даже Энди, считавший, что уровни в целом становятся сложнее по мере продвижения, заметил случайные всплески сложности, особенно с бесконечными продолжениями, лёгкими боссами и короткими секциями, которые можно пройти «не выстрелив ни разу». Обозреватель журнала Nintendo Magazine System также осудил бесконечные продолжения, а также предсказуемый дизайн уровней, за то, что на его взгляд, они делают игру слишком простой.
Редактор AllGame Кристиан Хьюи отметил, что визуальное оформление Bucky O’Hare «гораздо выше среднего», а Ник Гриффитс из GameZone охарактеризовал её как «дикую и невероятную» для игровой системы. Top Secret отметил, что игра хорошо анимирована, а её этапы выглядят уникально по сравнению с другими играми подобного рода, например, гигантские спрайты, «неожиданные повороты и сложные противники». Журнал Play Time, помимо акцента на анимацию спрайтов Бакки, выразил одобрение фонам и плавной прокрутке. Журналисты из N-Force оценили близость визуального оформления к мультсериалу, а также использование возможностей NES, выделив анимацию и яркие цвета. По мнению B.W., «графика не является чем-то выдающимся, но то, как она выполнена, особенно персонажи во время вступительных сцен, придает игре характер». Критики из Nintendo Magazine System отнеслись к игре менее благосклонно: по их мнению, некоторые спрайты «деревянные», анимация слабая, а фоны нуждаются в доработке. При оценке саундтрека наиболее благоприятные отзывы отмечали, что он является лучшим среди экшенов на NES, запоминающимся и «исполненным с некоторой виртуозностью». Менее благосклонные критики сочли его либо «сносным», либо «не слишком интересным», либо «визгливым и немного скучным».
В 2015 году журнал USgamer назвал Bucky O’Hare одной из 11 лучших игр для NES за период с 1992 по 1994 год, а в читательском списке лучших игр NES всех времён по версии журнала Retro Gamer, игра заняла 24 место. Редактор журнала Ник Торп писал, что игра «обеспечила одни из самых привлекательных визуальных эффектов на системе наряду с довольно сильным игровым процессом».